# Багатська сільська рада
| Багатська сільська рада — орган місцевого самоврядування у Новомосковському районі Дніпропетровської області з адміністративним центром у с. Багате. Сільській раді були підпорядковані населені пункти: - с. Багате - с. Панасівка - с. Рівне |

## Склад ради
Рада складалася з 16 депутатів та голови.

## Керівний склад сільської ради
| ПІБ                          | Основні відомості                                                         | Дата обрання | Дата звільнення |
| ---------------------------- | ------------------------------------------------------------------------- | ------------ | --------------- |
| Канівець Олександр Антонович | Сільський голова, 1952 року народження, освіта                            | 26.03.2006   | 31.10.2010      |
| Демиденко Олена Миколаївна   | Сільський голова, 1970 року народження, освіта вища, член Партії регіонів | 31.10.2010   |                 |

Примітка: таблиця складена за даними джерела